# Pomnik Bolesława Prusa w Warszawie
Pomnik Bolesława Prusa w Warszawie – pomnik Bolesława Prusa znajdujący się przy ul. Krakowskie Przedmieście w Warszawie.

## Opis
Pomysł wystawienia pomnika pisarzowi pojawił się w 1916 na łamach „Tygodnika Ilustrowanego”. Powrócono do niego w latach 60. w popularnej audycji radiowej Matysiakowie. Pieniądze na ten cel zebrali warszawscy rzemieślnicy.
Konkurs na pomnik rozstrzygnięty został w kwietniu 1962 roku. Nagrody otrzymały cztery zespoły artystów: Dobiesław Cegielski i Stanisław Słonina, Anna Kamieńska-Łapińska, Zygmunt Jasionowski i Andrzej Łapiński, Wincenty Kasprzycki i Romuald Opalski oraz Bronisław Kubica, Józef Szczypka i Romuald Grodzki. Ponadto przyznano wyróżnienia dwóm projektom Józefa Gosławskiego (opracowanie urbanistyki – Wanda Gosławska) oraz projektowi Józefa Stasińskiego współpracującego z Jerzym Buszkiewiczem.
Wyniki konkursu nie zostały uwzględnione, a do realizacji ostatecznie wybrano zupełnie inny projekt. Pomnik został odsłonięty 15 stycznia 1977 roku.
Pomnik stoi w pobliżu skrzyżowania Krakowskiego Przedmieścia i ulicy Karowej, na skwerze im. ks. Jana Twardowskiego, między klasztorem Wizytek i hotelem Bristol. Przed wojną w tym miejscu stała XVIII-wieczna kamienica, gdzie mieściła się redakcja oraz drukarnia „Kuriera Warszawskiego”. Bolesław Prus był jednym z jego redaktorów.
Postać pisarza o wysokości 3,6 m wykonana jest z brązu i stoi na granitowej płycie. Bolesław Prus został przedstawiony jako starszy człowiek, trzymający laskę w założonych za plecami rękach, stoi w charakterystycznej, „zamyślonej” pozie. Pomnik ma symbolizować częste spacery pisarza ulicami miasta.
W lutym 2012 roku członkowie Komitetu Budowy Pomnika Ofiar Tragedii Narodowej pod Smoleńskiem zaproponowali – z inicjatywy prof. Krzysztofa Pawłowskiego – usunięcie pomnika Bolesława Prusa i wystawienie w tym miejscu pomnika ofiar katastrofy smoleńskiej. Prof. Pawłowski powiedział o tym miejscu: „To smutna, tymczasowa przestrzeń z plenerową wystawą przypominającą gazetkę ścienną i biednym pomnikiem Bolesława Prusa, który stoi tam przypadkowo”.